# Jean IV. de Foix-Grailly
Jean IV. de Foix-Grailly (englisch John de Foix, * nach 1410; † 1485 in Castelnau-de-Médoc) war ein aquitanischer Adliger.

## Leben
Er war ein Sohn des Captal de Buch Gaston I. de Foix-Grailly und dessen Ehefrau Marguerite d’Albret.
Jean war väterlicherseits ein Angehöriger des in der Gascogne begüterten Adelshauses der Grailly, welches wiederum seine Wurzeln am Genfersee hatte und durch Erbe in den Besitz der Grafschaft Foix gelangte. Sein Vater war der jüngere Bruder des Grafen Johann I. von Foix und kämpfte während des Hundertjährigen Krieges für den englischen König gegen Frankreich. Ebenso wie er wurde auch Jean ein loyaler Anhänger Englands. Nachdem der Familienbesitz in der Gascogne von Frankreich erobert wurde, verkaufte Jeans Vater 1451 seine Rechte und ging ins Exil nach Aragon.
12. Mai 1446 wurde Jean als Knight Companion in den englischen Hosenbandorden aufgenommen und erhielt anlässlich seiner Hochzeit mit Margarethe de la Pole von König Heinrich VI. von England den Titel eines Earl of Kendal. Am 17. Juli 1453 kämpfte er in der Schlacht bei Castillon, der letzten großen Schlacht des Hundertjährigen Krieges, und geriet nach der Niederlage in französische Gefangenschaft, in der er sieben Jahre auf der Burg von Taillebourg verbrachte. Zum Zeitpunkt seiner Freilassung ergriff mit Eduard IV. das Haus York in England die Macht. Jean, der ein Anhänger des Hauses Lancaster war, kehrte daraufhin in seine gascognische Heimat zurück. Dort erhielt er 1461 von König Ludwig XI. von Frankreich die Besitzungen seines Vaters, das Captalat von Buch, die Grafschaft Bénauges und die Vizegrafschaft Castillon, zurückerstattet. Dadurch zu einem französischen Vasallen geworden wurde ihm vom englischen König der Titel eines Earls of Kendal entzogen, Jeans Sohn und Nachfolger sollte dennoch den Titel eines Grafen von Candale (Comte de Candale) weiterführen. Um 1462 trat Jean auch aus dem Hosenbandorden aus, sein frei gewordener Platz in dieser Ritterschaft wurde daraufhin an den Duke of Gloucester (den späteren König Richard III.) vergeben.
Jean de Foix-Grailly starb 1485.

## Ehe und Nachkommen
Jean de Foix-Grailly war mit Margarethe de la Pole (1426–1485), der Tochter des Sir John de la Pole und Nichte des William de la Pole, 1. Duke of Suffolk, verheiratet. Beider Kinder waren:
- Gaston II. († 1500), Captal de Buch, Graf von Candale und Béanuges, Vizegraf von Castillon
- Jean, Vizegraf von Meilles (Nachkommen bis 1714)
- Catharine († 1510), ⚭ 26. November 1468 Karl, Graf von Armagnac
- Marguerite († 9. Dezember 1536), ⚭ 1492 Ludwig II., Markgraf von Saluzzo